# Såulejauratj
Såulejauratj är en sjö i Arjeplogs kommun i Lappland och ingår i Piteälvens huvudavrinningsområde. Sjön har en area på 0,0858 kvadratkilometer och ligger 470 meter över havet. Såulejauratj ligger i Tjeggelvas Natura 2000-område.

## Delavrinningsområde
Såulejauratj ingår i det delavrinningsområde (739019-158745) som SMHI kallar för Utloppet av Hålkåsjaure. Medelhöjden är 494 meter över havet och ytan är 13,02 kvadratkilometer. Det finns ett avrinningsområde uppströms, och räknas det in blir den ackumulerade arean 25,47 kvadratkilometer. Hålkåsjåkkå som avvattnar avrinningsområdet har biflödesordning 3, vilket innebär att vattnet flödar genom totalt 3 vattendrag innan det når havet efter 266 kilometer. Avrinningsområdet består mestadels av skog (87 procent). Avrinningsområdet har 1,7 kvadratkilometer vattenytor vilket ger det en sjöprocent på 13,1 procent.